# 无线零配置
无线零配置（Wireless Zero Configuration，缩写WZC）也称无线自动配置（Wireless Auto Configuration）或WLAN自动配置（WLAN AutoConfig），是Microsoft Windows XP及更高版本中包含的一项以服务运行的无线连接管理实用工具。它会基于用户喜好和各种默认设置来动态选择一个无线网络进行连接。

## 概述
无线零配置于Windows XP首次引入。Windows Vista和Windows 7中提供等效功能的服务称为“WLAN AutoConfig”，基于Windows Vista中引入的Native Wi-Fi架构。
早期的Windows XP中没有供开发者创建无线客户端程序和管理配置文件与连接的无线LAN API。在Windows Vista发布后，微软发布了KB918997来为Windows XP SP2增添无线LAN API。它后来也被集成在Windows XP Service Pack 3中。